# Исафьярдаркиркья
Исафьярдаркиркья (исл. Ísafjarðarkirkja) — лютеранская церковь (кирха) в городе Исафьордюр на северо-западе Исландии.
Проект церкви был создан исландским архитектором Хроубьяртюр Хроубьяртюрсоном в 1987 году, строительство было закончено в 1995 году.
Нынешним настоятелем храма является преп. Магнус Эрлингсон (исл. Magnús Erlingsson); органистка — Хюльда Брагадоттир (исл. Hulda Bragadóttir).